# Спэкмен, Десмонд
Десмонд Уильям Джозеф Спэкмен (англ. Desmond William Joseph Spackman, 4 января 1929, Круквелл, Австралия) — австралийский хоккеист (хоккей на траве), защитник.

## Биография
Десмонд Спэкмен родился 4 января 1929 года в австралийском городе Круквелл.
В 1956 году вошёл в состав сборной Австралии по хоккею на траве на Олимпийских играх в Мельбурне, занявшей 5-е место. Играл на позиции защитника, провёл 7 матчей, забил 1 мяч в ворота сборной Малайи.
В 1960 году вошёл в состав сборной Австралии по хоккею на траве на Олимпийских играх в Риме, занявшей 6-е место. Играл на позиции защитника, провёл 8 матчей, мячей не забивал.